# Casio F-91W

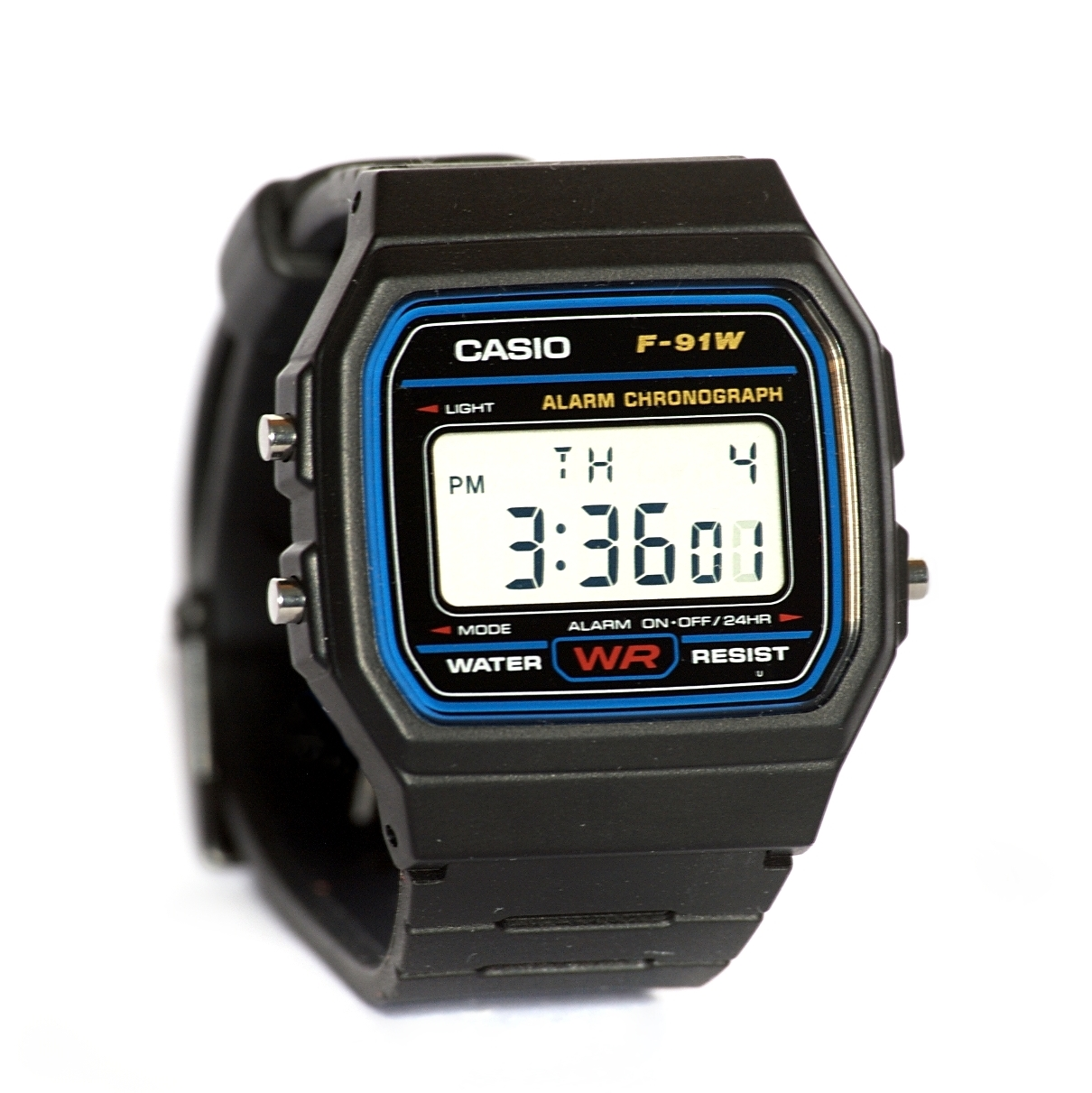
Casio F91W

Casio F-91W – zegarek elektroniczny produkowany od 1989 roku przez japońską firmę Casio, wyposażony m.in. w budzik i stoper. W pierwszej dekadzie XXI wieku zyskał złą sławę, gdyż z racji dostępności, niskiej ceny, oraz wbudowanej funkcji alarmu, według służb wywiadowczych Stanów Zjednoczonych był często wykorzystywany do produkcji bomb przez terrorystów Al-Kaidy.
Według ujawnionych w 2006 roku na skutek nakazu sądowego dokumentów Departamentu Obrony USA, około dwunastu więźniów przetrzymywanych przez siły amerykańskie w bazie Guantanamo na Kubie po inwazji na Irak oraz Afganistan znalazło się tam dlatego, że w chwili zatrzymania posiadali takie lub podobne zegarki.
Stosowanie równie ogólnych kryteriów spotkało się z krytyką ze strony amerykańskich i międzynarodowych mediów, które zauważyły między innymi, że takie same zegarki posiadają sami strażnicy pilnujący więźniów w Guantanamo.